# کره پیش از تاریخ
کره پیش از تاریخ، اولین موجودیت انسان در شبه جزیره کره در زمانی می‌باشد که هنوز خطی برای نوشتن وجود نداشته‌است.

## زمین‌شناسی ماقبل تاریخ
زمین‌شناسی ما قبل تاریخ، باستانی‌ترین قسمت گذشته کره است. قدیمی‌ترین سنگ‌ها در کره به دوره پرکامبرین مربوط می‌شوند. سیستم یئوچن به دوره پرکامبرین مربوط است و در اطراف سئول تا یئوچن‌گان در جهت شمال شرقی گسترش یافته‌است. سیستم یئوچن به بخش‌های بالایی و پایینی تقسیم می‌شود و ترکیبی از میکای سیاه-کوارتز- سنگ لوح (سنگ مسطح و نازک) فلدسپات، سنگ مرمر، سنگ اهک-سیلیکات، سنگ شنی حاوی کوارتز، سنگ لوح گرافیت، میکا-کوارتز-سنگ لوح فلدسپات، سنگ لوح میکا، سنگ کوارتز، گنی (نوعی سنگ دگرگونی)، لعل و سنگ گرانیت است. شبه جزیره کره، زمین‌شناسی فعالی در طول دوران مزوزوئیک داشته‌است، که در آن دوره رشته کوه‌های بسیاری شکل گرفته‌است و به مرور زمان در دوره سنوزوئیک مقاوم تر شده‌اند. قسمت اعظم تشکیلات زمین‌شناسی دوره مزوزوئیک شامل گروه اصلی گیونگ سنگ، ناشی از سلسله حوادث زمین‌شناسی است که در آن میکای سیاه، سنگ‌های رسی، ماسه سنگ‌ها، جوش سنگ‌های اندوزیت، بازالت، ریولیت و خاکستر آتشفشان که در حال حاضر در زیر استان‌های گیونگ سنگ دو قرار دارد.
ادامه این مقاله زندگی انسان‌های باستانی در شبه جزیره کره را توصیف می‌کند.